# @
Знакът @ е типографски символ, добил голяма популярност с използването си в електронната поща.
В миналото е използван в англоезичните страни да заменя „at“ („по“) в счетоводните документи: например, „7 неща @ $2 вс. = $14“. Някои учени смятат, че се е появил като съкращение на латинския предлог „ad“, но всъщност символът е сливане на двете букви „a“ и „d“. Целта е по-лесно и бързо изписване.
Днес знакът повсеместно се използва като разграничител между потребителското име и домейна в адресите на електронната поща.
Според стандартите за кодировка на символите ANSI/CCITT/Unicode, официалното название на символа е commercial at. На английски език се произнася неформално „ат“, на руски – „собака“ („куче“). През 2012 г. поредното издание на официалния правописен речник на българския език въвежда думата „кльомба“. В разговорната реч се ползват „кльомба“, „маймунско а“, „маймунка“, „маймуна“, „ухо“.

## Асоциации
Кльомбата (@) събира множество прякори през годината. Различните нации имат най-разнообразни асоциации със символа „@“, като например животни или хранителни продукти. По-известни са прякорите: охлюв, куче, рибени рулца, слонско ухо, овнешка глава, хоботче, патенце, мишле, котешка опашка, червей, гъсеница, зелка, щрудел, свинска опашка, косьовче, вита баница.

## Електронна поща
В края на 1971 година програмистът Рей Томлинсън увековечава символа @. Работейки по проекта ARPANET на Министерството на отбраната на САЩ, Томлинсън трябвало да изгради компютърна мрежа без централен компютър, в която да има начин за предаване на съобщения между отделните компютри. Съобщенията трябвало да се адресират едновременно до отделен потребител и до компютъра, към който се изпраща. След лутане между купчина знаци, Томлинсън избира „@“ за разделяне на двете части на първия имейл адрес: „tomlinson@bbntenexa“. Когато ARPANET се превръща в глобална мрежа и прераства в интернет, започват да се използват и други домейни като „.com“, „.org“, „.net“ и други.

## Социални мрежи
Кльомба, поставена пред потребителското име – например @petrov – обозначава в някои интернет форуми обръщение към съответния потребител. В Туитър и други микроблогове, този формат означава, че последвалият текст е публично съобщение към потребителя. В чат приложението IRC, имената на операторите на даден чат канал се показват предшествани от кльомба.

## Интересни факти
- През 2007 година скулпторът Александър Хайтов (син на Николай Хайтов) забелязва на страница 62 от Манасиевата летопис знака @. Предполага се, че знакът замества първата буква в думата „Амин“ (@МИНЬ).
- През 2009 година кльомбата @ е открита и в арагонския ръкопис Taula de Ariza, датиращ от 1448 г. Испанският историк Хорхе Романс направил това откритие. За испанци, французи и португалци „@“ се използвала като мярка за тегло, равна на 11,502 kg.
- Думата „кльомба“ е употребена за първи път в телевизионното предаване „Добро утро“ по Българската национална телевизия в първото издание на телевизионната игра „Торнадо“ от автора и продуцент Пенко Русев, в желанието му за лаконичен изказ при упоменаването на имейла на играта (tornado@bulinfo.bg).
- В старобългарския език думата „кльомба“ е означавала грозно написана буква.
- През 2000 година знакът @ е открит в писмо на флорентински търговец от 1536 г. Откритието е на италианския професор Джорджио Стабиле. В писмото се споменава за „една @ вино“, което е съкращение за мерната единица амфора.
- Символът @ е открит и в „Събеседника на Иван Грозни“ от 1550 година. В този труд кльомбата е украсена буква „азъ“. Тази буква е еквивалентна на числото „1“ в кирилската система.
- През 19 век британците използвали @ като знак за умножение, а по-късно (през 1961 г.) този символ е включен в клавиатурата на IBM.
- В програмния език BASIC знакът @ се използва за обозначение на място на даден елемент.[1]